# فور بوتس (مونتانا)
فور بوتس (به انگلیسی: Four Buttes) یک منطقهٔ مسکونی در ایالات متحده آمریکا است که در مونتانا واقع شده‌است. فور بوتس ۷۵۷٫۱۳ متر بالاتر از سطح دریا قرار دارد.